# Un autre monde (film, 2021)
Pour les articles homonymes, voir Un autre monde.
Pour plus de détails, voir Fiche technique et Distribution.
Un autre monde est un film français réalisé par Stéphane Brizé, sorti en 2021.

## Synopsis
Philippe Lemesle (Vincent Lindon) dirige un site industriel qui appartient à une multinationale américaine. Il reçoit l'ordre de licencier 58 personnes, alors qu'il y a eu des suppressions d'emploi récemment et que les salariés sont déjà sous pression. Il se retrouve pris en étau entre les injonctions de sa direction et les résistances de ses chefs de service qui jugent que le site ne pourra plus fonctionner avec un effectif trop réduit.
En parallèle, sa femme Anne (Sandrine Kiberlain) demande le divorce car elle ne supporte plus que la vie professionnelle de son mari cannibalise leur vie privée, et leur fils Lucas (Anthony Bajon) a de sérieux problèmes psychiques au point de devoir être hospitalisé.
Philippe cherche une porte de sortie en élaborant un plan alternatif permettant de faire les économies requises sans licencier, mais il est sèchement rejeté par la direction américaine.
Des rumeurs courent dans l'entreprise, et les représentants du personnel viennent lui demander s'il y a ou non un plan social en cours d'élaboration. Poussé dans ses retranchements, il finit par leur assurer qu'il n'y a pas de licenciements de prévus.
Mais l'un des syndicalistes a secrètement enregistré la conversation, et lorsque le plan social est finalement annoncé, il rend public l'enregistrement. Philippe se retrouve licencié sans indemnités pour faute lourde. Claire Bonnet Guérin (Marie Drucker), la directrice de la filiale française du groupe, lui propose néanmoins un arrangement à condition qu'il accepte de faire porter la responsabilité à son adjoint, qui serait licencié. Philippe refuse.

## Fiche technique
- Titre français : Un autre monde
- Réalisation : Stéphane Brizé
- Scénario : Stéphane Brizé et Olivier Gorce
- Photographie : Eric Dumont
- Montage : Anne Klotz
- Musique : Camille Rocailleux
- Budget : 4,18 millions d'euros
- Pays de production :  France
- Format : couleur — 2,35:1
- Genre : drame
- Durée : 96 minutes
- Date de sortie :
  - Italie : 10 septembre 2021 (Mostra de Venise)
  - France : 16 février 2022
  - Suisse romande : 16 février 2022
  - Belgique : 23 février 2022

## Distribution
- Vincent Lindon : Philippe Lemesle
- Sandrine Kiberlain : Anne Lemesle, épouse de Philippe
- Anthony Bajon : Lucas Lemesle, fils d'Anne et de Philippe
- Marie Drucker : Claire Bonnet Guérin
- Guillaume Draux : M Beaumont, le DRH
- Joyce Bibring : Juliette Lemesle
- Christophe Rossignon : un directeur de site

## Production
Le film — qui s'intitule d'abord Un autre monde
 —
est tourné en janvier-février 2020 à Paris et autour d'Agen
.
Trois films de Brizé avec Lindon traitent du monde de l'entreprise et du travail : La Loi du marché (2015), En guerre (2018), et Un autre monde (2022)
.
Le cinéaste indique que chaque film a inspiré le suivant, sans qu'il pensât d'emblée à une trilogie
.

## Accueil

### Critiques
Pour Les Inrocks, il s'agit d'un « film politique qui déconstruit les mécanismes de l'ultralibéralisme ». France Info indique que le réalisateur Stéphane Brizé a été inspiré par les témoignages de managers en burn-out.
« Et voici que des directives de réduction de personnel, drastiques, tombent pour les sites européens du groupe, pourtant déjà mis en coupe réglée. Des directives telles que leur application rend la charge de travail inhumaine et le fonctionnement de l’entreprise ingérable. Or il se trouve, élément important de l’affaire, que Philippe Lemesle est un patron doté d’une conscience morale. »
Sur le site AlloCiné, le film reçoit une note moyenne de 4,1/5 pour 36 critiques de presse.

### Box-office
Le jour de sa sortie, le film engrange 37 055 entrées, dont 10 494 en avant-première, pour 256 copies. Le film se place en 5e position du box-office français des nouveautés devant le drame La Vraie Famille (13 953) et derrière le film d'aventure King (61 960). Au bout d'une semaine d'exploitation, le film engrange 195 408 entrées se plaçant à la 8e place du box-office français, devant Spider-Man: No Way Home et derrière Hopper et le Hamster des ténèbres. Un autre monde cumule 295 747 entrées (100 339 supplémentaires) au bout d'une deuxième semaine d'exploitation, maintenant le film à la 8e position. Il précède Hopper et le Hamster des ténèbres (105 748) et succède à King (94 585). Pas de changement de place pour Un autre monde au bout de sa 3e semaine d'exploitation au box-office français. Le drame cumule 374 931 entrées pour 79 184 entrées supplémentaires, se place derrière la nouveauté Belfast (80 551) et devant Mort sur le Nil (76 347). Le film réalise 57 038 entrées au bout de la 4e semaine d'exploitation, passant à la 9e place du classement, pour 431 969 entrées cumulées. Il est précédé par le film d'aventure Le Chêne (58 021) et suivi par Belfast (52 677).
| Pays ou région | Box-office      | Date d'arrêt du box-office | Nombre de semaines |
| -------------- | --------------- | -------------------------- | ------------------ |
| France         | 484 099 entrées | 19 avril 2022              | 9                  |
| Total mondial  | 2 784 763 $     | -                          | -                  |

## Distinction

### Sélection
- Mostra de Venise 2021 : en compétition